# Josef Witzlsperger

Josef Witzlsperger (um 1900)

Josef Witzlsperger (* 17. November 1838 in Cham; † 6. Februar 1907 ebenda) war ein bayerischer Landwirt und Abgeordneter.

## Werdegang
Witzlsperger besuchte die Lateinschule und das humanistische Gymnasium in Regensburg. Später übernahm er den landwirtschaftlichen Betrieb seiner Eltern in der oberpfälzischen Bezirksstadt Cham, zu dem eine Brauerei gehörte. Von 1876 bis 1900 war er dort Mitglied des Magistratsrats. Als Kandidat der Patriotenpartei zog er bei der Landtagswahl 1881 im Wahlkreis Cham in die Kammer der Abgeordneten des Bayerischen Landtags ein, dem er bis zu seinem Tod im Februar 1907 angehörte.
Zudem war er von Oktober 1881 bis Januar 1907 für die Deutsche Zentrumspartei Mitglied des Reichstags.